# Laurent Blanc
Laurent Blanc (Alès, 19 november 1965) is een Frans voetbaltrainer en voormalig profvoetballer. Hij maakte deel uit van een generatie van het Frans voetbalelftal dat het WK 1998 en het EK 2000 won. Als clubvoetballer won hij onder meer de Europacup II met FC Barcelona en landskampioenschappen met AJ Auxerre en Manchester United. Vanwege zijn aanwezigheid op het veld kreeg hij de bijnaam Le Président (De President). In oktober 2022 volgde hij de ontslagen Peter Bosz op bij Olympique Lyonnais, maar werd in september 2023 ontslagen na de slechtste seizoensstart in de geschiedenis van de club.

## Loopbaan als speler

### Clubvoetbal
Blanc begon zijn carrière als aanvallende middenvelder en werd pas daarna een centrale verdediger. Hij speelde gedurende zijn profloopbaan voor Montpellier (1987-1991), SSC Napoli (1991/92), Olympique Nîmes (1992/93), AS Saint-Étienne (1993-1995), AJ Auxerre (1995/96), FC Barcelona (1996/97), Olympique Marseille (1997-1999), Internazionale (1999-2001) en Manchester United (2001-2003).

### Interlands
Blanc werd met Frankrijk wereldkampioen (1998) en Europees kampioen (2000). In totaal speelde Blanc 97 interlands, waarin hij 16 doelpunten maakte. Zijn belangrijkste interlanddoelpunt was waarschijnlijk de golden goal in de achtste finales tegen Paraguay op Wereldkampioenschap 1998. Blanc nam ook deel aan de EK's van 1992 en 1996.

## Loopbaan als trainer
Na zijn carrière als voetballer kwam Blanc terug naar Frankrijk, om daar zijn trainersdiploma te behalen. In 2006 leek het erop dat hij aan de slag zou gaan als hoofdtrainer van FC Nantes Atlantique, maar de voorkeur ging uit naar Georges Eo. Uiteindelijk werd Laurent Blanc op 8 juni 2007 de opvolger van Ricardo Gomes bij Girondins de Bordeaux.

### Girondins de Bordeaux

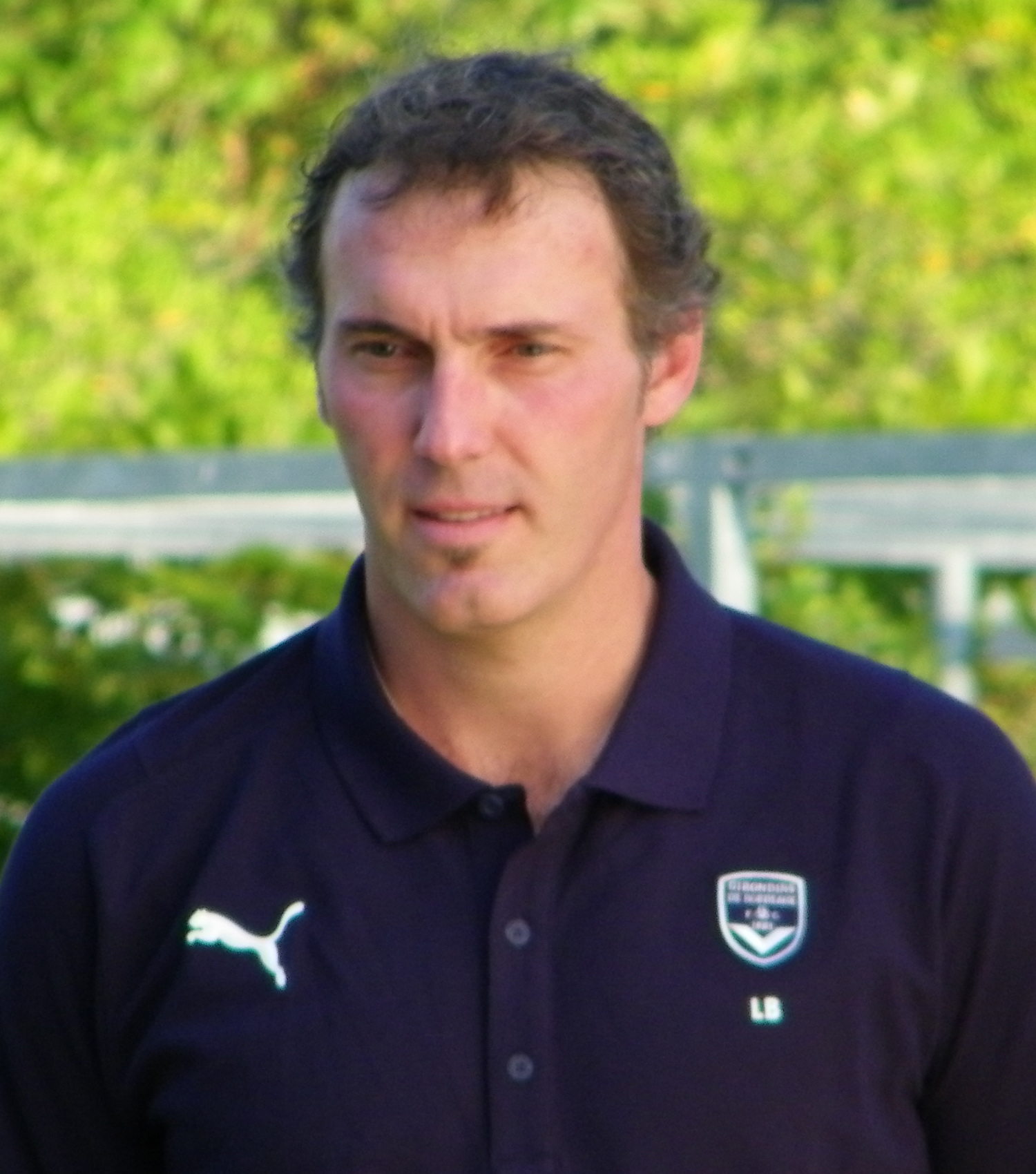
Blanc in dienst als hoofdtrainer van Bordeaux (2010).

Tijdens zijn eerste seizoen in de wijnstad wist hij de club terug te brengen naar de top van de Ligue 1 door met Bordeaux eindigen op de tweede plaats. Voor deze prestatie werd hij in Frankrijk geprezen tot Beste trainer van het jaar 2008.
In 2009 doorbrak Blanc met zijn ploeg de hegemonie van Olympique Lyonnais, dat in de voorgaande zeven seizoenen landskampioen werd. Girondins de Bordeaux werd dit nu voor het eerst sinds tien jaar. Ook won hij dat seizoen de Supercup en de Coupe de la Ligue met de club.
De eerste gewonnen prijs van het seizoen 2009/10 werd de Trophée des Champions, na 2-0 winst tegen EA Guingamp. In de Champions League werd Bordeaux ingedeeld in Poule A, bestaande uit Bayern München, Juventus FC en Maccabi Haifa. Bordeaux werd winnaar van deze poule, nadat het onder meer Bayern (2-0), Juventus (2-0) en Maccabi Haifa (1-0) versloeg en een voorsprong van zes winstpunten had op de nummer 2.
In de achtste finale werd Olympiakos Piraeus geloot, dat over twee wedstrijden met 3-1 werd verslagen. Het team strandde in de kwartfinale tegen Olympique Lyonnais. Nationaal was Bordeaux een tijd lijstaanvoerder van Ligue 1, maar na een verloren finale om de Coupe de la Ligue tegen Marseille en Europese uitschakeling, werden er punten verspeeld.
De Franse voetbalbond, klopte bij Blanc aan voor een functie als bondscoach. In goed overleg werd een vertrek besproken. Op 17 mei 2010 werd bekend dat Blanc Bordeaux verliet en na het WK 2010 bondscoach zou worden van Frankrijk.

### Frankrijk
Op 17 mei 2010 maakte de Franse voetbalbond bekend dat Laurent Blanc per 1 augustus van dat jaar aan de slag zou gaan als bondscoach van het Frans voetbalelftal, als opvolger van Raymond Domenech. De eerste interland onder zijn leiding, op 11 augustus 2010, ging met 2-1 verloren tegen Noorwegen. Nadat ook de volgende interland tegen Wit-Rusland verloren was gegaan, bleef de ploeg van Blanc 24 duels op rij ongeslagen, tot de laatste groepswedstrijd op het EK voetbal 2012 in Polen en Oekraïne. Daarin won Zweden met 2-0, waarna Les Bleus in de kwartfinales werden uitgeschakeld door titelverdediger Spanje. Blanc kreeg nadien veel kritiek vanwege zijn defensieve speelstijl. Hij vroeg 48 uur bedenktijd nadat hij een nieuwe aanbieding had gekregen van de bond, maar besloot op te stappen.

### Paris Saint-Germain
Blanc werd in juni 2013 aangesteld als hoofdtrainer van Paris Saint-Germain, waar hij Carlo Ancelotti opvolgde. De club was in het voorgaande seizoen kampioen geworden en werd dat onder Blanc ook in de seizoenen 2013/14, 2014/15 en 2015/16. Daarnaast won hij als coach van  'PSG' twee keer de Coupe de France, drie keer de Coupe de la Ligue en drie keer de Trophée des Champions. Het toernooi om de UEFA Champions League eindigde onder hem drie jaar op rij in de kwartfinales. Blanc en Paris Saint-Germain gingen in juni 2016 in overleg uit elkaar.

### Olympique Lyonnais
In oktober 2022 tekende hij een 2-jarig contract bij Olympique Lyonnais, hij volgde de ontslagen Peter Bosz op. Hij werd in september 2023 ontslagen na de slechtste seizoensstart in de geschiedenis van de club.

### Trainersstatistieken
| Periode     | Club                  | Competitie | Functie      | Balans | Balans | Balans | Balans | Balans |
| Periode     | Club                  | Competitie | Functie      | D      | W      | G      | V      | Win %  |
| ----------- | --------------------- | ---------- | ------------ | ------ | ------ | ------ | ------ | ------ |
| 2007 - 2010 | Girondins de Bordeaux | Ligue 1    | Hoofdtrainer | 150    | 90     | 28     | 32     | 60,00  |
| 2010 - 2012 | Frans voetbalelftal   | UEFA       | Bondscoach   | 27     | 16     | 7      | 4      | 59,26  |
| 2013 - 2016 | Paris Saint-Germain   | Ligue 1    | Hoofdtrainer | 38     | 27     | 8      | 3      | 71,05  |
| Totaal      | Totaal                | Totaal     | Totaal       | 215    | 133    | 43     | 39     | 61,86  |

Bijgehouden t/m 23 februari 2014.

## Erelijst
Als speler
| Competitie          |                 |                 |                 |                 |
| Competitie          | Aantal          | Jaren           |                 |                 |
| Montpellier HSC     | Montpellier HSC | Montpellier HSC | Montpellier HSC | Montpellier HSC |
| ------------------- | --------------- | --------------- | --------------- | --------------- |
| Division 2          | 1x              | 1986/87         |                 |                 |
| Coupe de France     | 1x              | 1989/90         |                 |                 |
| AJ Auxerre          |                 |                 |                 |                 |
| Division 1          | 1x              | 1995/96         |                 |                 |
| Coupe de France     | 1x              | 1995/96         |                 |                 |
| FC Barcelona        |                 |                 |                 |                 |
| Internationaal      |                 |                 |                 |                 |
| Europacup II        | 1x              | 1996/97         |                 |                 |
| Nationaal           |                 |                 |                 |                 |
| Supercopa           | 1x              | 1996            |                 |                 |
| Copa del Rey        | 1x              | 1996/97         |                 |                 |
| Olympique Marseille |                 |                 |                 |                 |
| Division 1          | 1x              | 1998/99         |                 |                 |
| Internazionale      |                 |                 |                 |                 |
| Coppa Italia        | 1x              | 1999/00         |                 |                 |
| Manchester United   |                 |                 |                 |                 |
| Premier League      | 1x              | 2002/03         |                 |                 |
| League Cup          | 1x              | 2002/03         |                 |                 |

| Competitie                              | Winnaar            | Winnaar            | Runner-up          | Runner-up          | Derde              | Derde              |                    |
| Competitie                              | Aantal             | Jaren              | Aantal             | Jaren              | Aantal             | Jaren              |                    |
| Frankrijk onder 21                      | Frankrijk onder 21 | Frankrijk onder 21 | Frankrijk onder 21 | Frankrijk onder 21 | Frankrijk onder 21 | Frankrijk onder 21 | Frankrijk onder 21 |
| --------------------------------------- | ------------------ | ------------------ | ------------------ | ------------------ | ------------------ | ------------------ | ------------------ |
| Europees kampioenschap voetbal onder 21 | 1x                 | 1988               |                    |                    |                    |                    |                    |
| Frankrijk                               |                    |                    |                    |                    |                    |                    |                    |
| Wereldkampioenschap voetbal             | 1x                 | 1998               |                    |                    |                    |                    |                    |
| Europees kampioenschap voetbal          | 1x                 | 2000               |                    |                    |                    |                    |                    |

Persoonlijk als speler
| Frankrijk                                      |    |      |
| UNFP: Speler van het jaar in de Tweede Divisie | 1x | 1987 |
| France Football: Speler van het jaar           | 1x | 1990 |
| Ridder in het Franse Legioen van Eer           | 1x | 1998 |
| L'Équipe: 4e Frans voetballer van de eeuw      | 1x | 2000 |

Als trainer
| Competitie            |                       |                           |                       |                       |
| Competitie            | Aantal                | Jaren                     |                       |                       |
| Girondins de Bordeaux | Girondins de Bordeaux | Girondins de Bordeaux     | Girondins de Bordeaux | Girondins de Bordeaux |
| --------------------- | --------------------- | ------------------------- | --------------------- | --------------------- |
| Ligue 1               | 1x                    | 2008/09                   |                       |                       |
| Trophée des Champions | 2x                    | 2008, 2009                |                       |                       |
| Coupe de la Ligue     | 1x                    | 2008/09                   |                       |                       |
| Paris Saint-Germain   |                       |                           |                       |                       |
| Ligue 1               | 3x                    | 2013/14, 2014/15, 2015/16 |                       |                       |
| Coupe de France       | 2x                    | 2014/15, 2015/16          |                       |                       |
| Coupe de la Ligue     | 3x                    | 2013/14, 2014/15, 2015/16 |                       |                       |
| Trophée des Champions | 3x                    | 2013, 2014, 2015          |                       |                       |

Persoonlijk als trainer
| Frankrijk                             |    |      |
| UNFP: Trainer van het jaar            | 1x | 2008 |
| France Football: Trainer van het jaar | 1x | 2009 |